# Lecanopteris
Lecanopteris is een geslacht van varens uit de eikvarenfamilie (Polypodiaceae). De soorten komen voor in Indochina, Indonesië, op de Filipijnen, op het eiland Nieuw-Guinea, in Noordoost-Australië en in Vanuatu.

## Soorten
- Lecanopteris balgooyi Hennipman
- Lecanopteris carnosa (Reinw.) Blume
- Lecanopteris celebica Hennipman
- Lecanopteris crustacea Copel.
- Lecanopteris darnaedii Hennipman
- Lecanopteris deparioides (Ces.) Baker
- Lecanopteris holttumii Hennipman
- Lecanopteris lomarioides (Kunze ex Mett.) Copel.
- Lecanopteris luzonensis Hennipman
- Lecanopteris mirabilis Copel.
- Lecanopteris pumila Blume
- Lecanopteris sinuosa (Wall. ex Hook.) Copel.
- Lecanopteris spinosa Jermy & T.Walker